# カミニート
『カミニート』（スペイン語: Caminito）は、フアン・デ・ディオス・フィリベルト作曲のタンゴ。

## 概要
1926年発表のタンゴの楽曲である。
1903年に発表されたガビーノ・コリア・ペニャローサの詩が、歌詞としてつけられている。かなり芸術的な詩なので、どちらかというと歌つきの演奏が多い。
「Caminito　カミニート」とは、「小道」を意味するスペイン語である。漢字表記は「小径」 としている文献もある。ブエノスアイレスのボカ地区の通りとするのが一般的だが、作詞家の故郷の小道だとする説もある。
ギターの伴奏によるカルロス・ガルデルが歌う録音も、よく聴かれる。また、リベルタ・ラマルケの歌の録音も、人気がある。その他、オスヴァルド・プグリエーセ楽団、その他タンゴ楽団の演奏の歌付きまたは歌なしの録音がある。スペインポップスのフリオ・イグレシアスやクラシック音楽の声楽家のプラシド・ドミンゴの録音もある。
日本語の歌詞がつけられて歌われることもある数少ないタンゴの一つであり、冴木杏奈、グラシェラ・スサーナ の歌がある。淡谷のり子も歌っていた。1961年度NHK紅白歌合戦で高英男歌唱の曲である。1962年度NHK紅白歌合戦で芦野宏歌唱の曲である。「小径」 の邦題もついており、「カミニト」 ともいう。
スペイン語学習の本で出てくるスペイン語の歌として、よくこの 『カミニート』 が登場する。
NHKの名曲アルバムでエル・チョクロとのメドレーで放送されたこともある(伴奏は志賀清とモデルノス)。
五木寛之の短編小説に「遥かなるカミニト」があり、この曲が登場する。

## リンク
- Todotango - Caminito